# Mbara (australski jezik)
Mbara (Ambara, Bargal, Kumbulmara, Midjamba, Mitjamba, mvl), izumrli jezik plemena Mbara iz australske države Queensland. Govorio se uz rijeke Woolgar i Stawell. Klasificiran je porodici Pama-Nyunga. 
Posljedni govornik umro je 1960-tih godina.